# Лащенков, Павел Николаевич
Павел Николаевич Лащенков (16 июня 1865 года, Харьков — 27 апреля 1925 года, Томск) — российский и советский гигиенист, доктор медицинских наук, профессор кафедры гигиены Томского университета. Первооткрыватель бактерицидного действия лизоцима.

## Биография
Родился в 1865 году в Харькове в семье священника. Окончил 3-ю Харьковскую гимназию, после чего поступил на медицинский факультет Харьковского университета, который окончил 1888 году. После окончания остался работать в университете.
В 1895 году стал доцентом, читал курсы диетологии и общественной гигиены. Вскоре был направлен на обучение в Военно-медицинскую академию, где в 1893 году был удостоен степени доктора медицины, после защиты диссертации на тему «Влияние постоянного электрического тока на осмос через живые и мертвые ткани».
В 1882 году занимался ликвидацией последствий эпидемии холеры в Самарской губернии, помимо этого совершил ряд командировок по стране.
В 1885 году повышает квалификацию в Институте экспериментальной медицины в Санкт-Петербурге. С 1897 по 1899 год отправляется за границу, где готовится к защите профессорского звания.
В 1899 году, работая главой Харьковской санитарной лаборатории, сделал открытие и исследовал опаснейшие свойства золотистого стафилококка.
В 1904 году переезжает в Томск, в звании профессора, где начинает работать в Томском университете. В 1908 году возглавляет кафедру гигиены, которой руководит до конца жизни. Сосредотачивается на научной деятельности.
В 1909 году Лащенков первым в мире открыл в курином белке протеолитический фермент, который селективно повреждал клеточные стенки, содержащие пептидогликаны. Значительно позже, в 1922 году — Александр Флеминг обнаружил в носовой слизи пациента, страдающего от простуды, вещество, которое может уничтожать некоторые бактерии, такие как Micrococcus lysodeikticus. Он назвал это вещество лизоцим.
Помимо открытия лизоцима, он также занимался исследованиями в области санитарии и гигиены.
Во время Первой мировой войны работал в качестве заведующего госпиталей на территории Украины.
Награжден: Орден Святого Владимира IV степени (1914); Орден Святой Анны II степени (1912); Орден Святого Станислава II степени; Светло-бронзовая медаль в память 300-летия царствования Дома Романовых.
Скончался в 1925 году в Томске.

## Труды
- «Почва и почвенные воды города Харькова» («Журнал Русского Общества Охраны народного здр.», 1896);
- «Вода, методы санитарного исследования и санитарной оценки» (Харьков, 1897);
- «Азотистое равновесие при исключении из пищи углеводов и при приеме их в незначительном количестве» («Еженедельник», 1898);
- «Ueber Luftinfection durch Husten, Niesen und Sprechen verspritzte Tropfchen» («Zeitschr. f. Hyg.», т. 30);
- «Ueber Producte aus sog. Waldwolle» («Arch. f. Hyg.», 1898);
- «Ueber Extraction von Alexinen aus Kaninchenleukozyten mit. dem Blutserum anderer Tiere» («Arch. f. Hyg.», 1899);
- «Брюшной тиф в Харькове» («Вестник Общества Гигиены», 1901);
- «Значение гидрата окиси железа в деле очистки питьевых вод» (там же, 1904); целый ряд статей, относящихся к санитарному благоустройству города Харькова;
- «Ueber die Kaintotende und Entwickelungshemmende Wirkung v. Huhnereiweiss» («Z. f. Hyg.», 1909);
- «Гигиена, со включением сведений по эпидемиологии, эпизоотологии и мед. полиции» (Томск, 1913; два издания).